# Aart de Kort
Aart de Kort (Leidschendam, 30 augustus 1962 – aldaar, 12 juli 2025) was een Nederlands organist. 

## Opleiding
De Kort werd geboren in Leischendam en groeide op in een Nederlands Hervormd gezin. Hij doorliep zijn middelbare school aan het College Het Loo in Voorburg. Zijn pianolessen volgde hij bij Coen Ruivenkamp en Joop Schouten. Orgellessen kreeg hij van Wim van Beek aan het Koninklijk Conservatorium in Den Haag. Tot slot studeerde hij kerkmuziek bij Jan Valkestijn en Klaas Bolt. In de jaren negentig maakte hij nog een studiereis naar het Verenigd Koninkrijk waar hij Engelse kerkmuziek studeerde.

## Loopbaan
De Kort kreeg in 1983 zijn eerste aanstelling als organist in de Onze-Lieve-Vrouw-van-Goede-Raadkerk  in Den Haag. In 1990 werd hij bij de afdeling ballet in het Koninklijk Conservatorium in Den Haag benoemd tot pianist. Hij was sinds 2003 organist aan de HH. Laurentius- en Elisabethkathedraal in Rotterdam. Als dirigent leidde hij het gemengd koor "Quattro Stagioni" en het dameskoor "L'Amuze" in Alphen aan den Rijn. Hij componeerde ook een groot aantal werken waarvan er ook op cd zijn uitgebracht. Daarnaast was hij bestuurslid van de "Jan Vermulst Stichting". In 2016 werd hij onderscheiden met de gouden eremedaille van de Nederlandse Sint-Gregoriusvereniging.
Hij overleed op 12 juli 2025 op 62-jarige leeftijd.

## Discografie
- Christmas Day
- Rhytm of Life
- In de haven van Rotterdam
- O Sterre der Zee, liederen tijdens het Lof
- A Capella
- Nous vous invitons a la prière
- Jauchzet dem Herren
- Nederlandse Dag 2000 St. Pieter Rome
- Aart de Kort, orgel Kathedraal H.H. Laurentius & Elisabeth Rotterdam

## Gewonnen concoursen
- 1988 Improvisatieconcours Bolsward (tweede prijs)
- 1989 Koraalprijs Concours Bolsward (eerste prijs)
- 1991 Improvisatieconcours Knokke (eerste prijs)
- 1994 Improvisatieconcours Haarlem (finalist)
- 1998 Improvisatieconcours Haarlem (finalist)